# Fengze
Der Stadtbezirk Fengze (chinesisch 丰泽区, Pinyin Fēngzé Qū) ist ein Stadtbezirk in der chinesischen Provinz Fujian. Er gehört zum Verwaltungsgebiet der bezirksfreien Stadt Quanzhou. Fengze hat eine Fläche von 123,6 km² und zählt 698.557 Einwohner (Stand: 2020).